# 全南運転免許試験場
全南運転免許試験場（チョンナムうんてんめんきょしけんじょう）は全羅南道羅州市にある道路交通公団の運転免許試験場である。2013年8月12日から光州広域市にも学科試験場を設置した。

## 施設概要
- A技能試験場：第一種大型、第一種普通、第二種普通
- B技能試験場：第一種普通、第二種普通
- C技能試験場：第一種特殊（トレーラー）、第二種小型

### 本館
- 1階：受付、身体検査室、運動能力測定室、障害者学科試験場
- 2階：試験場長室、総務係、交通安全教育場、図書室、待機室
- 3階：学科試験場、勉強室、試験係、記録室、文書庫
- 地下1階：食堂、売店

## 学科試験
- PC式
- 手話ビデオ（重度の聴覚障害者対象）

## 技能試験が可能な運転免許の種類
各運転免許の詳細については運転免許の区分を参照
- 第一種大型免許
- 第一種特殊免許（トレーラー）
- 第一種普通免許
- 第二種普通免許
- 第二種小型免許

## 交通アクセス
羅州バスターミナルから180-5番バスに乗車

## 光州学科試験場
光州広域市にある道路交通公団光州・全南支部に設置。学科試験のみで実技試験は行わない。